# Тибетська опера

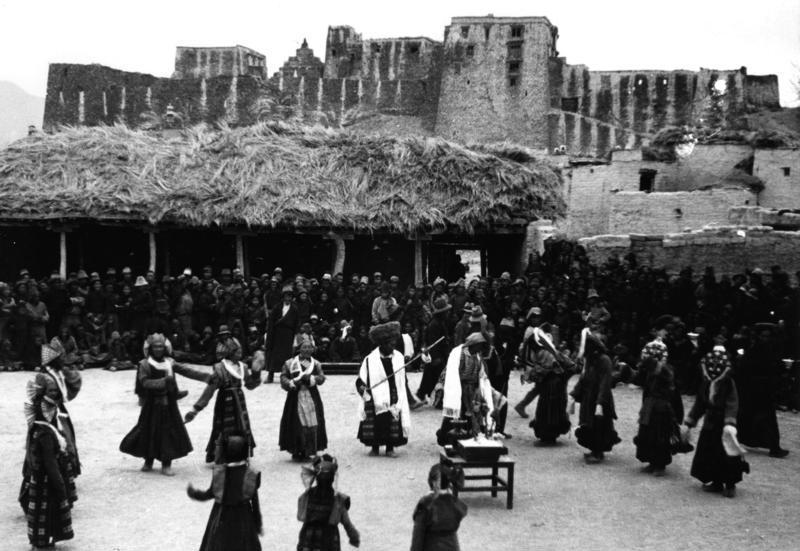
Вистава з тибетської опери

Тибетська опера (тибет. ཟུར་མཆན།, «ацзіламу», що означає «старша сестра» або «богиня», скорочена назва — Ламу) — форма драми, що має давнє й суте тибетське походження.

## Історія та сутність
Зародилася ще у XIV столітті. Її засновником вважається буддійський учитель, всебічний вчений і йог Тангтонг Г'ялпо. Він організував 7 дівчат, які показували балетно-вокальну виставу з казковим сюжетом для збору коштів для будівництва мостів.
Спектакль ґрунтувався на основі буддійської оповіді. Вони виступали в різних місцях. Так сформувався прототип тибетської опери. Завдяки подальшим розробкам, збагаченню і підвищенню виконавського рівня багатьох народних акторів і майстрів опера Тибету сильно змінилася і не має вже первинного характеру. У сучасній тибетській опері представлені драматургія, танець, різні мелодії, костюми, маски, а також акомпанемент і супровід оркестрів. Це багатогранна вистава. У Тибеті багато народних самодіяльних оперних труп. У будь-який час і всюди можна бачити ці трупи.
Люди з усіх околиць приходять дивитися виставу, і глядачів збирається так багато, що часто яблуку ніде впасти. Більшість із них обов'язково виступає на святі Шотон.